# 阿肯色大学小石城分校
阿肯色大学小石城分校（简称UA Little Rock）是位于美国阿肯色州首府小石城的一所公立研究型大学。该校隶属于阿肯色大学系统，按入学人数计，是该系统中的第二大学校，次于旗舰分校阿肯色大学费耶特维尔分校。

## 历史
该校始建于1927年，最初名为小石城初级学院（Little Rock Junior College），提供两年制的课程。1947年，学校获得小石城当地商人的80英亩赠地，成为了现校址所在地。1957年，该校开始实施四年制学位课程，同时成为了私立大学，更名为小石城大学（Little Rock University）。
1969年，该校的入学人数达到3,500人，在这一年阿肯色州立法机关将该校纳入到州教育系统（即之后的阿肯色大学系统）之中，成为阿肯色大学小石城分校。1972年，G. 罗伯特·罗斯（G. Robert Ross）就任校长（chancellor）。在罗斯的领导下，该校规模迅速扩张，新设了研究生项目和法学院，全校入学人数达到近10,000人。
1982年，詹姆斯·H·杨（James H. Young）继任校长。杨大举投入篮球项目，学校在10年内3次打入NCAA锦标赛，2次打入全国邀请赛（NIT），但这也使学校负担了大笔的体育项目支出。
进入2010年代，该校的入学人数逐年减少并导致预算紧张，2016年上任的校长安德鲁·罗杰森（Andrew Rogerson）仅任职三年后就辞去职务。直到2023年，该校的入学人数才止住了下跌趋势。

## 院系设置
截至2024年，该校设置有如下院系：
- 科学、技术、工程和数学学院（Donaghey College of Science, Technology, Engineering, and Mathematics）
- 商业、健康和人类服务学院（College of Business, Health, and Human Services）
- 人文、艺术、社会科学和教育学院（College of Humanities, Arts, Social Sciences, and Education）
- 威廉·鲍恩法学院（Bowen School of Law）